# Кур ле Бар
Кур ле Бар (фр. Cours-les-Barres) насеље је и општина у централној Француској у региону Центар (регион), у департману Шер која припада префектури Сент Аман Монрон.
По подацима из 2011. године у општини је живело 1082 становника, а густина насељености је износила 51,13 становника/km². Општина се простире на површини од 21,16 km². Налази се на средњој надморској висини од 175 метара (максималној 209 m, а минималној 162 m).

## Демографија
| 1962. | 1968. | 1975. | 1982. | 1990. | 1999. | 2011. |
| ----- | ----- | ----- | ----- | ----- | ----- | ----- |
| 624   | 698   | 656   | 906   | 1.052 | 1.082 | 1.082 |

График промене броја становника у току последњих година